# Adães
Adães é uma povoação portuguesa sede da Freguesia de Adães do Município de Barcelos, freguesia com 2,69 km² de área e 755 habitantes (censo de 2021), tendo, por isso, uma densidade populacional de 280,7 hab./km².

## História
Adães, ou São Pedro de Adães, era, em 1747, uma freguesia do termo da vila de Barcelos, visita do arcediago da mesma cidade, Arcebispado e Comarca da cidade de Braga, Província de Entre Douro e Minho. Constava de oitenta e seis fogos, divididos por nove lugares, como eram Paço, Adães, de onde tomou o nome a freguesia, Ayró, Sobreiro, Boca, Fonte, Sepãos, Outeiro e Assento. Estava fundada em campina rasa entre duas estradas, que iam de Barcelos para Braga, e daqui se descobria a vila de Barcelos.
A apresentação desta igreja era do Convento de Vilar de Frades, de Cónegos Seculares de São João Evangelista, cujo reitor punha aqui cura trienal, e o mesmo convento colhia os frutos. Era orago da igreja São Pedro Príncipe dos Apóstolos, e tinha três altares: O maior com a imagem do Santo Patrono, e dois colaterais, um de Nossa Senhora dos Remédios com sua confraria, e outro de São Sebastião também com sua confraria. Além destas duas, há outra confraria do Nome de Deus. A côngrua do pároco, que lhe dava o reitor do Convento de Vilar, era de nove mil reis em dinheiro, fora o pé de altar.
Havia ainda neste lugar uma ermida dedicada a Santo António.
Os frutos, que a terra produzia em mediana quantidade, eram milho alvo, milhão (milho grosso), painço, legumes, vinho verde e castanha. Teria em roda o âmbito da freguesia três quartos de légua, e um quarto de comprido. Nascia nela um pequeno regato sem nome, que só pelo Inverno corria, e se lançava do Nascente ao Poente, em que havia dez moinhos ordinários, e um de cubo, e de cujas águas se aproveitavam para limar a terra.

## Demografia
A população registada nos censos foi:
| Ano  | 0-14 Anos | 15-24 Anos | 25-64 Anos | > 65 Anos |
| 2001 | 142       | 140        | 370        | 87        |
| 2011 | 116       | 105        | 458        | 111       |
| 2021 | 99        | 77         | 417        | 162       |

## Política

### Eleições autárquicas
| Data | %       | V       | %     | V  | %       | V       | %       | V       | %       | V       | %     | V   |
| Data | PPD/PSD | PPD/PSD | PS    | PS | APU/CDU | APU/CDU | CDS-PP  | CDS-PP  | PSD-CDS | PSD-CDS | IND   | IND |
| ---- | ------- | ------- | ----- | -- | ------- | ------- | ------- | ------- | ------- | ------- | ----- | --- |
| 1976 | 81,69   | 7       |       |    |         |         |         |         |         |         |       |     |
| 1979 | 47,14   | 4       | 39,29 | 4  | 10,00   | 1       |         |         |         |         |       |     |
| 1982 | 38,76   | 4       | 10,96 | 1  |         |         | 48,03   | 4       |         |         |       |     |
| 1985 | 18,86   | 1       | 17,57 | 1  | 61,50   | 5       |         |         |         |         |       |     |
| 1989 | 8,80    | -       | 23,93 | 2  | 4,29    | -       | 61,40   | 5       |         |         |       |     |
| 1993 |         |         | 23,62 | 1  |         |         | 71,10   | 6       |         |         |       |     |
| 1997 | 60,47   | 5       | 17,55 | 1  | 19,45   | 1       |         |         |         |         |       |     |
| 2001 | 58,39   | 5       | 29,11 | 2  | 10,36   | -       |         |         |         |         |       |     |
| 2005 | 53,08   | 4       | 42,88 | 3  |         |         |         |         |         |         |       |     |
| 2009 | 47,35   | 4       | 46,29 | 3  | 4,95    | -       |         |         |         |         |       |     |
| 2013 | CDS-PP  | CDS-PP  | 54,55 | 4  |         |         | PPD/PSD | PPD/PSD | 31,54   | 2       | 10,95 | 1   |
| 2017 | CDS-PP  | CDS-PP  |       |    | 39,46   | 3       | PPD/PSD | PPD/PSD | 54,98   | 4       |       |     |
| 2021 | CDS-PP  | CDS-PP  | 54,55 | 4  | 42,80   | 3       | PPD/PSD | PPD/PSD |         |         |       |     |